# Narodni park Gargano
Narodni park Gargano ali Parco nazionale del Gargano je italijanski narodni park na Garganu v Apuliji (Italija). Znan je po starih borovih gozdovih. Vključuje naravni rezervat Foresta Umbra (italijansko za 'temni gozd, senčen gozd'), v katerem prevladujejo bukovi gozdovi. Območje narodnega parka obsega skoraj 120.000 hektarjev.

## Foresta Umbra
Gozd Foresta Umbra je razdeljen na štiri bolj ali manj koncentrične cone: cono A, cono B, cono C in cono D.
- Cona D je odprta za širšo javnost.
- cona C je zaprta za promet, vendar dostopna pešcem;
- Cona B je naravni rezervat Foresta Umbra, kjer je strogo prepovedano motiti ali poškodovati floro in favno.
- Cona A, težko dostopno srce gozda, je popolnoma zaprta za turiste in sprehajalce in se uporablja kot zatočišče za živalstvo Gargana.

Naravni rezervat Foresta Umbra je velik približno 400 hektarjev.

## Hidrografija
Gargano ima malo površinske vode; obstaja le redka mreža potokov za površinsko odvodnjavanje. Izjema je majhno območje s skupno površino okoli 11.000 ha na severu polotoka, kjer je nekaj večjih potokov. To so pritoki jezer Lago di Varano in Lago di Lesina.
V kraški pokrajini Gargana tri četrtine padavin takoj odteče. Ločimo dva toka podzemne vode. Eden poteka skozi celoten rt, drugi sistem pa je omejen na območje Vico del Gargano in Ischitella na severu polotoka (sekundarna plast).
Dve jezeri Lago di Lesina in Lago di Varano sta na severozahodu naravnega parka.
Lago di Lesina je laguna, dolga 24,4 km in široka 2,4 km in ima skoraj 50 km obseg. Plovna je po dveh kanalih, Acquarotta in Schiapparo. Kanali povezujejo laguno z Jadranskim morjem, od katerega je jezero ločeno s sipino. Jezero, bogato z ribami, ima brakično vodo, saj ga s sladko vodo napajajo hudourniki iz visokogorja.
Lago di Varano, tudi laguna, je največje jezero v južni Italiji (60,5 km²). Od obalnega morja ga loči 10 km dolg peščen jezik kopnega. Na rtu je gost gozd borovcev, evkalipta in mastike. Varano je tudi brakično jezero, ki ga napajajo številni podzemni sladkovodni izviri, kanala Foce Varano in Foce Capoiale pa prinašata slano vodo iz Jadranskega morja. Jezero je znano po bogati favni; predvsem jegulje in školjke lahko najdete tukaj.

## Naselja
Naselja na območju Foresta Umbra so: Vico del Gargano, Monte Sant’Angelo, Vieste, Carpino, Peschici, Mattinata